# Крекінг-установка у Бейтауні
Крекінг-установка у Бейтауні — підприємство нафтохімічної промисловості в Техасі, споруджене енергетичним гігантом ExxonMobil.
З 1920 року у місті Бейтаун (на східному, протилежному від Х'юстона березі річки San Jacinto) діяв нафтопереробний завод, доповнений у 1940-му хімічним виробництвом. В межах цього комплексу 1979 року ввели в експлуатацію установку парового крекінгу віглеводнів потужністю 1,1 млн тонн етилену на рік, яка за цим показником залишалась найбільшою в Сполучених Штатах Америки до модернізації у 2014-му крекінг-установки в Ла-Порте. Вироблений у Бейтауні етилен з 1982 року постачався на завод полімеризації в Mont Belvieu (кілька кілометрів на північний схід від Бейтауну).
У 1997-му на цій же виробничій площадці запустили другу крекінг-установку потужністю 700 тисяч тонн етилену на рік. В подальшому ExxonMobil провадила роботи з модернізації виробництва (наприклад, у 2002-му встановили нові печі, які збільшили потужність на 110 тисяч тонн) і станом на середину 2010-х довела загальну потужність комплексу до 2,2 млн тонн етилену на рік.
Як сировина використовується переважно етан — 58 %, а також газовий бензин (naphta) — 25 %, пропан і бутан (8 % та 9 % відповідно). Переробка більш важкої, аніж етан, вуглеводневої сировини призводить до виходу з установки інших олефінів, передусім пропілену, для полімеризації якого у 1997-му в тому ж Бейтауні запустили лінію потужністю 240 тисяч тонн на рік. Крім того, існує лінія з вилучення діолефіну — бутадієну (важлива сировина для виробництва синтетичного каучуку) потужністю 150 тисяч тонн на рік.
У середині 2010-х з появою внаслідок «сланцевої революції» додаткових обсягів етану, в Бейтауні розпочалось спорудження нової крекінг-установки.